# Coupe d'Europe de ski alpin 2004-2005
Navigation
Édition précédente Édition suivante
La Coupe d'Europe de ski alpin 2004-2005 est la 34e édition de la Coupe d'Europe de ski alpin, compétition de ski alpin organisée annuellement par la Fédération internationale de ski. Elle se déroule du 25 novembre 2004 au 14 mars 2005 dans vingt-quatre stations européennes réparties dans douze pays. Ce sont l'autrichienne Andrea Fischbacher et - chose rare - les ex æquo norvégien Kjetil Jansrud et autrichien Hannes Reichelt qui remportent les classements généraux.

## Déroulement de la saison
La saison débute par un slalom indoor à Landgraaf le 25 novembre 2004 pour les hommes et un slalom géant à Levi le 1er pour les femmes. Elle comporte, après annulations et reports, dix-huit étapes masculines et seize étapes féminines réparties dans douze pays. Les finales ont lieu du 8 au 14 mars 2005 dans la station italienne de Roccaraso. La saison est marquée par l'introduction du slalom indoor, mais aussi la disparition (temporaire) du combiné alpin du calendrier. la formule du slalom indoor est dite du « KO slalom ». Sur un parcours court (une vingtaine de secondes) les skieurs effectuent deux passages de qualifications. Leurs temps sont additionnés et les trente meilleurs sont qualifiés pour le tournoi principal. Les dix-huit meilleur temps de la première manche se qualifient pour une seconde manche, puis les neuf meilleurs de cette seconde manche accède a une troisième et dernière manche. Pour les neuf meilleur, le classement est établi en faisant la somme des deuxième et troisième manches. Pour les neuf suivants se sont les temps de la seconde manche qui sont pris en compte, et pour les douze restant ceux de la troisième manche.
Chez les dames l'autrichienne Andrea Fischbacher ne remporte aucun petit globe et « seulement » deux courses (une descente et un super G) mais marque des points de manière significative dans les quatre disciplines et termine notamment deuxième du classement de super G, sixième de celui de descente et septième de celui de géant. Cette polyvalence lui permet de remporter le classement général avec plus de cent point d'avance sur sa compatriote Michaela Kirchgasser pendant qu'une troisième autrichienne, Daniela Zeiser (de), complète le podium. La domination autrichienne se traduit non seulement par la main mise sur le podium mais également par la présence de sept skieuses dans le top 10.
Chez les hommes il y a deux vainqueurs, deux ex æquo aux profils différents. Le norvégien Kjetil Jansrud, spécialiste des épreuves technique qui se convertira plus tard avec succès au épreuve de vitesse (champion olympique de super G en 2014, champion du monde de descente en 2019 et  quatre petit globes dans ces disciplines), qui s'adjuge les globes de slalom et de slalom géant en signant dix podiums sur la saison dont quatre victoires. Et autrichien Hannes Reichelt, polyvalent plutôt orienté sur les épreuves de vitesse (il sera vainqueur de la coupe du monde de super G en 2008 puis champion du monde de la spécialité en 2015), qui s'il ne remporte aucun des classements de spécialité se hisse sur le podium des trois disciplines auxquelles il participe : troisième en descente et en slalom géant, deuxième en super G. Il termine la saison avec quatorze podiums dont six victoires, deux dans chacune de ses trois disciplines. Le troisième skieur, l'italien Walter Girardi (it), a quasiment quatre-cent points de retard sur ces deux champions qui ont dominé la saison européenne.

### Saison des messieurs
| \| Landgraaf Levi Špindlerův Mlýn La Molina \| Sites des compétitions en Europe (hors des Alpes) |
| Landgraaf Levi Špindlerův Mlýn La Molina                                                         |

| \| Valloire Obereggen San Vigilio Pozza di Fassa Bad Kleinkirchheim Mellau La Plagne Tarvisio Megève Veysonnaz Sella Nevea Oberjoch Madesimo Kranjska Gora Roccaraso \| Les sites des compétitions situés dans les Alpes |
| Valloire Obereggen San Vigilio Pozza di Fassa Bad Kleinkirchheim Mellau La Plagne Tarvisio Megève Veysonnaz Sella Nevea Oberjoch Madesimo Kranjska Gora Roccaraso                                                        |

### Saison des dames
| \| Ål Åre Pal La Molina Abetone \| Sites des compétitions en Europe (hors des Alpes) |
| Ål Åre Pal La Molina Abetone                                                         |

| \| Schruns Altenmarkt im Pongau Loèche-les-Bains Megève Courchevel Lenggries Sarentino Castelrotto Rogla Passo del Tonale Roccaraso \| Les sites des compétitions situés dans les Alpes |
| Schruns Altenmarkt im Pongau Loèche-les-Bains Megève Courchevel Lenggries Sarentino Castelrotto Rogla Passo del Tonale Roccaraso                                                        |

## Classement général
Les vainqueurs des classements généraux sont l'autrichienne Andrea Fischbacher alors que chez les hommes il y a deux  ex æquo : le norvégien Kjetil Jansrud et l'autrichien Hannes Reichelt.
| Rang | Nom                | Points | Victoire(s) | Podium(s) |
| ---- | ------------------ | ------ | ----------- | --------- |
| 1    | Kjetil Jansrud     | 1206   | 4           | 10        |
| 1    | Hannes Reichelt    | 1206   | 6           | 14        |
| 3    | Walter Girardi     | 812    | 2           | 5         |
| 4    | Patrick Bechter    | 800    | 1           | 4         |
| 5    | Olivier Brand      | 623    |             | 1         |
| 6    | Dominik Gschwenter | 573    | 1           | 5         |
| 7    | Niklas Rainer      | 506    | 2           | 4         |
| 8    | Georg Streitberger | 505    | 0           | 2         |
| 9    | Mirko Deflorian    | 466    | 3           | 3         |
| 10   | Matthias Lanzinger | 433    |             | 2         |

| Rang | Nom                  | Points | Victoire(s) | Podium(s) |
| ---- | -------------------- | ------ | ----------- | --------- |
| 1    | Andrea Fischbacher   | 827    | 2           | 5         |
| 2    | Michaela Kirchgasser | 724    | '5          | 5         |
| 3    | Daniela Zeiser       | 603    | 1           | 4         |
| 4    | Anja Blieninger      | 569    | 2           | 5         |
| 4    | Christine Sponring   | 569    | 4           | 4         |
| 6    | Kathrin Zettel       | 556    | 0           | 6         |
| 7    | Ingrid Rumpfhuber    | 552    | 1           | 4         |
| 8    | Giulia Gianesini     | 433    |             | 1         |
| 9    | Silvia Berger        | 426    | 1           | 3         |
| 10   | Katarzyna Karasińska | 421    | 1           | 4         |

## Classements de chaque discipline
Les noms en gras remportent les titres des disciplines.

### Descente
Les vainqueurs des classements de descente sont les suisses Carmen Casanova (it) et Konrad Hari. Chez les femmes sept des dix meilleurs skieuses sont autrichiennes (mais la championne est suisse) dans un classement relativement serré (le podium se joue en seize points).
| Rang | Nom                       | Points | Victoire(s) | Podium(s) |
| ---- | ------------------------- | ------ | ----------- | --------- |
| 1    | Konrad Hari               | 418    | 2           | 2         |
| 2    | Andreas Buder             | 352    |             | 2         |
| 3    | Hannes Reichelt           | 301    | 2           | 3         |
| 4    | Christoph Kornberger (de) | 262    | 1           | 1         |
| 5    | Olivier Brand (it)        | 192    |             |           |
| 6    | Cornel Züger (de)         | 185    |             |           |
| 7    | Werner Heel               | 172    |             | 2         |
| 8    | Walter Girardi (it)       | 163    |             |           |
| 9    | Finlay Mickel             | 154    | 1           | 1         |
| 10   | Matthias Lanzinger        | 150    |             | 1         |

| Rang | Nom                  | Points | Victoire(s) | Podium(s) |
| ---- | -------------------- | ------ | ----------- | --------- |
| 1    | Carmen Casanova (it) | 246    | 1           | 2         |
| 2    | Daniela Müller (de)  | 234    | 1           | 2         |
| 3    | Silvia Berger        | 230    | 1           | 2         |
| 4    | Christine Sponring   | 200    | 2           | 2         |
| 5    | Nike Bent            | 190    |             | 2         |
| 6    | Andrea Fischbacher   | 184    | 1           | 1         |
| 7    | Ingrid Rumpfhuber    | 168    |             | 1         |
| 8    | Martina Geisler (de) | 153    |             |           |
| 9    | Regina Mader         | 148    |             |           |
| 10   | Elena Fanchini       | 134    |             | 1         |

### Super G
Les vainqueurs des classements de super G sont l'autrichienne Ingrid Rumpfhuber et l'italien Walter Girardi (it) (avec quatre podiums en cinq courses, dont 2 victoires comme son dauphin Hannes Reichelt). Chez les femmes les autrichiennes ne laissent aucune place à la concurrence et occupent les huit premières places du classement.
| Rang | Nom                   | Points | Victoire(s) | Podium(s) |
| ---- | --------------------- | ------ | ----------- | --------- |
| 1    | Walter Girardi (it)   | 405    | 2           | 4         |
| 2    | Hannes Reichelt       | 340    | 2           | 4         |
| 3    | Patrick Staudacher    | 212    |             | 3         |
| 4    | Matthias Lanzinger    | 200    |             | 1         |
| 5    | Olivier Brand (it)    | 174    |             |           |
| 6    | Werner Heel           | 164    | 1           |           |
| 7    | Georg Streitberger    | 137    |             |           |
| 8    | Christoph Alster (de) | 123    |             |           |
| 9    | Michael Gufler        | 120    |             |           |
| 10   | Hannes Reiter (de)    | 106    |             |           |

| Rang | Nom                    | Points | Victoire(s) | Podium(s) |
| ---- | ---------------------- | ------ | ----------- | --------- |
| 1    | Ingrid Rumpfhuber      | 379    | 1           | 3         |
| 2    | Andrea Fischbacher     | 326    | 1           | 3         |
| 3    | Daniela Zeiser (de)    | 245    | 1           | 2         |
| 4    | Selina Heregger        | 240    | 1           | 3         |
| 5    | Eveline Rohregger (de) | 180    |             |           |
| 6    | Christine Sponring     | 176    | 1           | 1         |
| 7    | Regina Mader           | 164    |             | 1         |
| 8    | Martina Geisler (de)   | 149    |             | 1         |
| 9    | Carmen Casanova (it)   | 142    | 1           | 1         |
| 10   | Petra Robnik           | 131    |             |           |

### Géant
Les vainqueurs des classements de slalom géant sont l'autrichienne Michaela Kirchgasser (quatre victoires) et le norvégien Kjetil Jansrud au cours d'une saison comprenant beaucoup de courses : treize pour les hommes et onze pour les femmes,.
| Rang | Nom                 | Points | Victoire(s) | Podium(s) |
| ---- | ------------------- | ------ | ----------- | --------- |
| 1    | Kjetil Jansrud      | 653    | 2           | 6         |
| 2    | Patrick Bechter     | 602    | 1           | 4         |
| 3    | Hannes Reichelt     | 565    | 2           | 7         |
| 4    | Dominik Gschwenter  | 547    | 1           | 5         |
| 5    | Niklas Rainer       | 501    | 2           | 4         |
| 6    | Mirko Deflorian     | 451    | 3           | 3         |
| 7    | Florian Eisath      | 359    | 1           | 1         |
| 8    | Philipp Schörghofer | 273    |             | 2         |
| 9    | Georg Streitberger  | 271    |             | 2         |
| 10   | Olivier Brand (it)  | 257    |             | 1         |

| Rang | Nom                        | Points | Victoire(s) | Podium(s) |
| ---- | -------------------------- | ------ | ----------- | --------- |
| 1    | Michaela Kirchgasser       | 673    | 4           | 4         |
| 2    | Kathrin Zettel             | 504    |             | 5         |
| 3    | Ana Drev                   | 390    | 1           | 2         |
| 4    | Carolina Ruiz Castillo     | 362    |             | 2         |
| 5    | Giulia Gianesini (it)      | 280    |             | 1         |
| 6    | Šárka Strachová            | 263    | 2           | 2         |
| 7    | Andrea Fischbacher         | 230    |             |           |
| 8    | Anja Blieninger (de)       | 220    |             | 1         |
| 9    | Maddalena Planatscher (it) | 208    | 1           | 2         |
| 10   | Daniela Zeiser (de)        | 202    |             | 2         |

### Slalom
Les vainqueurs des classements de slalom sont la polonaise Katarzyna Karasińska et le norvégien Kjetil Jansrud.
| Rang | Nom                   | Points | Victoire(s) | Podium(s) |
| ---- | --------------------- | ------ | ----------- | --------- |
| 1    | Kjetil Jansrud        | 540    | 2           | 4         |
| 2    | Patrick Biggs         | 429    | 4           | 4         |
| 3    | Andreas Omminger (de) | 325    |             | 3         |
| 4    | André Myhrer          | 320    | 2           | 4         |
| 5    | Martin Marinac        | 317    | 1           | 2         |
| 6    | Lars Elton Myhre      | 297    | 1           | 1         |
| 7    | Mattias Hargin        | 295    | 1           | 1         |
| 8    | Martin Hansson        | 233    |             | 2         |
| 9    | Anton Lahdenperä      | 232    |             | 2         |
| 10   | Reinfried Herbst      | 226    |             | 1         |

| Rang | Nom                        | Points | Victoire(s) | Podium(s) |
| ---- | -------------------------- | ------ | ----------- | --------- |
| 1    | Katarzyna Karasińska       | 421    | 1           | 4         |
| 2    | Henna Raita                | 356    | 2           | 3         |
| 3    | Anja Blieninger (de)       | 308    | 1           | 3         |
| 3    | Anne Marie Müller (de)     | 308    |             | 2         |
| 5    | Frida Hansdotter           | 296    | 1           | 1         |
| 6    | Florine de Leymarie        | 222    | 1           | 2         |
| 7    | Marika Ollikka             | 220    |             |           |
| 8    | Monika Bergmann-Schmuderer | 180    | 1           | 2         |
| 9    | Sandrine Aubert            | 171    |             | 1         |
| 10   | Eva-Maria Brem             | 160    |             | 1         |
| 10   | Lene Løseth                | 160    |             |           |

## Calendrier et résultats

### Messieurs
| N°      | Lieu                   | Date              | Épreuve       | Vainqueur                 | Deuxième                  | Troisième                                  |
| ------- | ---------------------- | ----------------- | ------------- | ------------------------- | ------------------------- | ------------------------------------------ |
| 1       | Landgraaf              | 25 novembre 2004  | Slalom indoor | Lars Elton Myhre          | Kjetil Jansrud            | André Myhrer                               |
| 2       | Levi                   | 1er décembre 2004 | Géant         | Mirko Deflorian           | Dominik Gschwenter        | Hannes Reichelt                            |
| 3       | Levi                   | 2 décembre 2004   | Géant         | Mirko Deflorian           | Dominik Gschwenter        | Olivier Brand (it)                         |
| 4       | Valloire               | 6 décembre 2004   | Géant         | Patrick Bechter           | Dominik Gschwenter        | Hannes Reichelt                            |
| 5       | Valloire               | 7 décembre 2004   | Géant         | Florian Eisath            | Georg Streitberger        | Dominik Gschwenter                         |
| 6       | Obereggen              | 16 décembre 2004  | Slalom        | André Myhrer              | Ted Ligety                | Martin Marinac                             |
| 7       | San Vigilio di Marebbe | 17 décembre 2004  | Géant         | Mirko Deflorian           | Kjetil Jansrud            | Niklas Rainer                              |
| 8       | Pozza di Fassa         | 18 décembre 2004  | Slalom        | Kjetil Jansrud            | Martin Hansson            | Hannes Paul Schmid                         |
| 9       | Špindlerův Mlýn        | 20 décembre 2004  | Slalom        | Patrick Biggs             | Paul Stutz                | Andreas Omminger (de) Jean-Baptiste Grange |
| 10      | Špindlerův Mlýn        | 21 décembre 2004  | Slalom        | Patrick Biggs             | Julien Lizeroux           | Luca Tiezza                                |
| 11      | Bad Kleinkirchheim     | 9 janvier 2005    | Descente      | Konrad Hari               | Andreas Buder             | Stephan Keppler                            |
| 12      | Bad Kleinkirchheim     | 10 janvier 2005   | Descente      | Konrad Hari               | Peter Struger             | Werner Heel                                |
| 13      | Bad Kleinkirchheim     | 11 janvier 2005   | Super G       | Thomas Graggaber (de)     | Walter Girardi (it)       | Ole Magnus Kulbeck                         |
| 14      | Bad Kleinkirchheim     | 13 janvier 2005   | Géant         | Niklas Rainer             | Kjetil Jansrud            | Hannes Reichelt                            |
| 15      | Bad Kleinkirchheim     | 14 janvier 2005   | Géant         | Kjetil Jansrud            | Niklas Rainer             | Peter Struger                              |
| 16      | Mellau                 | 9 janvier 2005    | Slalom        | Kjetil Jansrud            | Reinfried Herbst          | André Myhrer                               |
| 17      | Mellau                 | 10 janvier 2005   | Slalom        | André Myhrer              | Martin Hansson            | Marc Gini                                  |
| 18      | La Plagne              | 22 janvier 2005   | Slalom        | Mattias Hargin            | Anton Lahdenperä          | Andreas Omminger (de)                      |
| 19      | Tarvisio               | 26 janvier 2005   | Descente      | Hannes Reichelt           | Matthias Lanzinger        | Andreas Buder                              |
| 20      | Tarvisio               | 27 janvier 2005   | Descente      | Hannes Reichelt           | Roland Fischnaller        | Andreas Buder                              |
| 21      | Tarvisio               | 28 janvier 2005   | Super G       | Hannes Reichelt           | Matthias Lanzinger        | Patrick Staudacher                         |
| 22      | Megève                 | 2 février 2005    | Descente,     | Christoph Kornberger (de) | Primož Skerbinek          | Hannes Reichelt                            |
| 23      | Megève                 | 3 février 2005    | Super G       | Walter Girardi (it)       | Christoph Kornberger (de) | Hannes Reichelt                            |
| 24      | Veysonnaz              | 4 février 2005    | Géant         | Niklas Rainer             | Hannes Reichelt           | Walter Girardi (it)                        |
| 25      | Veysonnaz              | 5 février 2005    | Slalom        | Patrick Biggs             | Anton Lahdenperä          | Kjetil Jansrud                             |
| 26      | Sella Nevea            | 14 février 2005   | Super G       | Hannes Reichelt           | Walter Girardi (it)       | Patrick Staudacher                         |
| 27      | Sella Nevea            | 15 février 2005   | Super G       | Walter Girardi (it)       | Hannes Reichelt           | Patrick Staudacher                         |
| 28      | Oberjoch               | 17 février 2006   | Géant         | Hannes Reichelt           | Georg Streitberger        | Philipp Schörghofer                        |
| 29      | Oberjoch               | 18 février 2006   | Géant         | Alberto Schieppati        | Daniel Albrecht           | Hannes Reichelt                            |
| 30      | Madesimo               | 1er mars 2005     | Slalom        | Stéphane Tissot           | Felix Neureuther          | Mitja Valenčič                             |
| 31      | Madesimo               | 2 mars 2005       | Slalom        | Patrick Biggs             | Felix Neureuther          | Jure Košir                                 |
| 32      | Kranjska Gora          | 7 mars 2005       | Géant         | Dominik Gschwenter        | Patrick Bechter           | Kjetil Jansrud                             |
| 33      | Kranjska Gora          | 8 mars 2005       | Géant         | Hannes Reichelt           | Kjetil Jansrud            | Patrick Bechter                            |
| Finales |                        |                   |               |                           |                           |                                            |
| 34      | Roccaraso              | 11 mars 2005      | Descente      | Finlay Mickel             | Andreas Buder             | Werner Heel                                |
| -       | Roccaraso              | 12 mars 2005      | Super G       | Épreuve annulée.          | Épreuve annulée.          | Épreuve annulée.                           |
| 35      | Roccaraso              | 13 mars 2005      | Géant         | Kjetil Jansrud            | Patrick Bechter           | Philipp Schörghofer                        |
| 36      | Roccaraso              | 14 mars 2005      | Slalom        | Martin Marinac            | Andreas Omminger (de)     | Mitja Dragšič                              |

### Dames
| N°      | Lieu                    | Date             | Épreuve   | Vainqueur                   | Deuxième                    | Troisième              |
| ------- | ----------------------- | ---------------- | --------- | --------------------------- | --------------------------- | ---------------------- |
| 1       | Åre                     | 2 décembre 2004  | Slalom    | Florine de Leymarie         | Katarzyna Karasińska        | Lisa Bremseth (en)     |
| 2       | Åre                     | 3 décembre 2004  | Slalom    | Henna Raita                 | Katarzyna Karasińska        | Florine de Leymarie    |
| 3       | Ål                      | 6 décembre 2004  | Géant     | Michaela Kirchgasser        | Kathrin Zettel              | Daniela Zeiser (de)    |
| 4       | Ål                      | 7 décembre 2004  | Géant     | Michaela Kirchgasser        | Kathrin Zettel              | Carolina Ruiz Castillo |
| 5       | Schruns                 | 11 décembre 2004 | Géant     | Michaela Kirchgasser        | María José Rienda Contreras | Mateja Robnik          |
| 6       | Schruns                 | 12 décembre 2004 | Géant     | María José Rienda Contreras | Maddalena Planatscher (it)  | Daniela Zeiser (de)    |
| 7       | Altenmarkt-Zauchensee   | 15 décembre 2004 | Descente  | Silvia Berger               | Kathrin Zettel              | Andrea Fischbacher     |
| 8       | Altenmarkt-Zauchensee   | 16 décembre 2004 | Descente  | Andrea Fischbacher          | Silvia Berger               | Elena Fanchini         |
| 9       | Altenmarkt-Zauchensee   | 17 décembre 2004 | Super G   | Andrea Fischbacher          | Silvia Berger               | Regina Mader           |
| 10      | Loèche-les-Bains        | 8 janvier 2005   | Slalom    | Katarzyna Karasińska        | Sandrine Aubert             | Anne Marie Müller (de) |
| 11      | Loèche-les-Bains        | 9 janvier 2005   | Slalom    | Frida Hansdotter            | Eva-Maria Brem              | Katrin Triendl (de)    |
| 12      | Megève                  | 11 janvier 2005  | Super-G,  | Carmen Casanova (it)        | Ingrid Rumpfhuber           | Urška Rabič            |
| 13      | Megève                  | 14 janvier 2005  | Descente  | Carmen Casanova (it)        | Nike Bent                   | Daniela Müller (de)    |
| 14      | Megève                  | 15 janvier 2005  | Descente  | Daniela Müller (de)         | Carmen Casanova (it)        | Nike Bent              |
| 15      | Courchevel              | 17 janvier 2005  | Géant     | Maddalena Planatscher (it)  | Julie Duvillard             | Ana Drev               |
| 16      | Courchevel              | 18 janvier 2005  | Géant     | Ana Drev                    | Anja Blieninger (de)        | Kathrin Zettel         |
| 17      | Lenggries               | 20 janvier 2005  | Slalom    | Anja Blieninger (de)        | Anne Marie Müller (de)      | Sandrine Aubert        |
| 18      | San Martino - Sarentino | 2 février 2005   | Descente  | Christine Sponring          | Alexandra Coletti           | Astrid Vierthaler (de) |
| 19      | San Martino - Sarentino | 4 février 2005   | Super G   | Selina Heregger             | Ingrid Rumpfhuber           | Martina Geisler (de)   |
| 20      | Castelrotto             | 5 février 2005   | Super G   | Ingrid Rumpfhuber           | Andrea Fischbacher          | Selina Heregger        |
| 21      | Castelrotto             | 6 février 2005   | Slalom    | Christine Sponring          | Daniela Zeiser (de)         | Camilla Borsotti       |
| 22      | Rogla                   | 8 février 2005   | Slalom    | Henna Raita                 | Anja Blieninger (de)        | Claudia Morandini (it) |
| 23      | Rogla                   | 9 février 2005   | Slalom    | Michaela Kirchgasser        | Katarzyna Karasińska        | Britt Janyk            |
| 24      | Pal                     | 17 février 2005  | Slalom    | Monika Bergmann-Schmuderer  | Henna Raita                 | Frida Hansdotter       |
| 25      | La Molina               | 18 février 2005  | Géant     | Ana Jelušić                 | Jessica Kelley (de)         | Camilla Alfieri (it)   |
| 26      | Passo del Tonale        | 28 février 2005  | Géant     | Šárka Strachová             | Maria Pietilä Holmner       | Kathrin Zettel         |
| 27      | Passo del Tonale        | 1er mars 2005    | Géant     | Šárka Strachová             | Ingrid Jacquemod            | Kathrin Zettel         |
| 28      | Passo del Tonale        | 2 mars 2005      | Slalom    | Nika Fleiss                 | Monika Bergmann-Schmuderer  | Anja Blieninger (de)   |
| 29      | Abetone                 | 4 mars 2005      | Géant     | Christine Sponring          | Monika Bergmann-Schmuderer  | Carolina Ruiz Castillo |
| Finales |                         |                  |           |                             |                             |                        |
| 30      | Roccaraso               | 1er mars 2005    | Super G   | Daniela Zeiser (de)         | Selina Heregger             | Andrea Fischbacher     |
| 31      | Roccaraso               | 9 mars 2005      | Descente, | Christine Sponring          | Monika Dumermuth            | Ingrid Rumpfhuber      |
| 32      | Roccaraso               | 11 mars 2005     | Géant     | Michaela Kirchgasser        | Giulia Gianesini (it)       | Camilla Alfieri (it)   |
| -       | Roccaraso               | 12 mars 2005     | Slalom    | Épreuve annulée.            | Épreuve annulée.            | Épreuve annulée.       |

### Épreuves mixtes
Une épreuve mixte par équipe de slalom parallèle est organisée lors des finales de Roccaraso. Elle voit s'imposer une équipe bi-nationale réunissant des skieurs allemands et tchèques
| N° | Lieu      | Date         | Épreuve          | Vainqueur                                                                      | Deuxième                                                                  | Troisième                                         |
| -- | --------- | ------------ | ---------------- | ------------------------------------------------------------------------------ | ------------------------------------------------------------------------- | ------------------------------------------------- |
| 1  | Roccaraso | 10 mars 2005 | Slalom parallèle | - Kathrin Hölzl () Petr Záhrobský () Anja Blieninger (de) () Martin Vráblík () | Lisa Bremseth (en) Andreas Nilsen Anne Marie Müller (de) Lars Elton Myhre | Ella Alpiger Marc Berthod Karin Hess Patrick Küng |